# 蒋洌
蒋洌（691年—764年），字清源，义兴阳羡（今江苏宜兴）人，唐朝官员。与弟蒋涣，并进士及第。
曾祖父蒋子慎与唐高宗时期的宰相高智周是同乡好友，嫁女与其子蒋绘。蒋绘之子蒋挺进士及第，唐玄宗开元年间历任湖州、延州二州刺史。蒋挺生四子：蒋洌、蒋湲、蒋洽、蒋涣。
蒋洌弱冠举进士及第，开元七年官太子校书郎。历任参军、告成县丞。之后丁父忧在家。后参加选试，登科，授大理评事。开元二十二年，江南道采访使刘日正表充判官，寻除监察御史，转殿中侍御史，迁屯田员外郎、江淮黜陟使判官，加朝散大夫。转司封员外郎，判吏部南曹。迁考功郎中、谏议大夫，累加上柱国。拜御史中丞、兼京畿采访处置和糴和市等使。因郊丘之礼，封汝阳县开国男，食邑三百户。后失意时宰，徙大理少卿。居数月，迁户部侍郎，除吏部侍郎。因事旁累，出为杭州刺史，改信王府长史。徵拜右庶子，迁礼部侍郎、尚书左丞，加银青光禄大夫，累封至开国侯，食邑一千户。以广德二年（764）六月廿一日寝疾薨于平康里之私第，享年七十有四。有制追赠太常卿。大历三年（768）十一月改窆于东都偃师县西北亳邑乡之原。夫人太原郭氏。
蒋洌与弟蒋涣曾在安史之乱中接受安禄山的官职，但因其家风休整，仍被士大夫阶级所称。到蒋錬、蒋镇兄弟时，再次因贪生怕生，接受叛军委任的官职，最后身死节丧，为天下人所笑。

## 子女

### 子
- 长子 蒋錬，泾原兵变中，与弟蒋镇受朱泚伪官御史中丞。兴元元年（784）同斩于市。
- 次子 蒋镇，工部侍郎，泾原兵变中，被朱泚署为伪宰相。兴元元年，与兄錬等并授伪职，斩于东市西北街。
- 三子 蒋镐
- 四子 蒋鐩，字圆丘，开元廿一年卒，年十二。[4]
- 五子 蒋锋
- 六子 蒋铉